# Philippi (Virginia Occidentale)
Philippi è un comune degli Stati Uniti d'America, nella contea di Barbour nello Stato della Virginia Occidentale.